# Lina Bo Bardi
Lina Bo Bardi (n. 5 decembrie 1914, Roma, Regatul Italiei – d. 20 martie 1992, São Paulo, São Paulo, Brazilia), născută sub numele de Achillina Bo în Italia, a fost o arhitectă, designer, conservatoare istorică, jurnalistă și activistă braziliană. Ea a creat structuri care combină modernismul cu populismul.

## Biografie

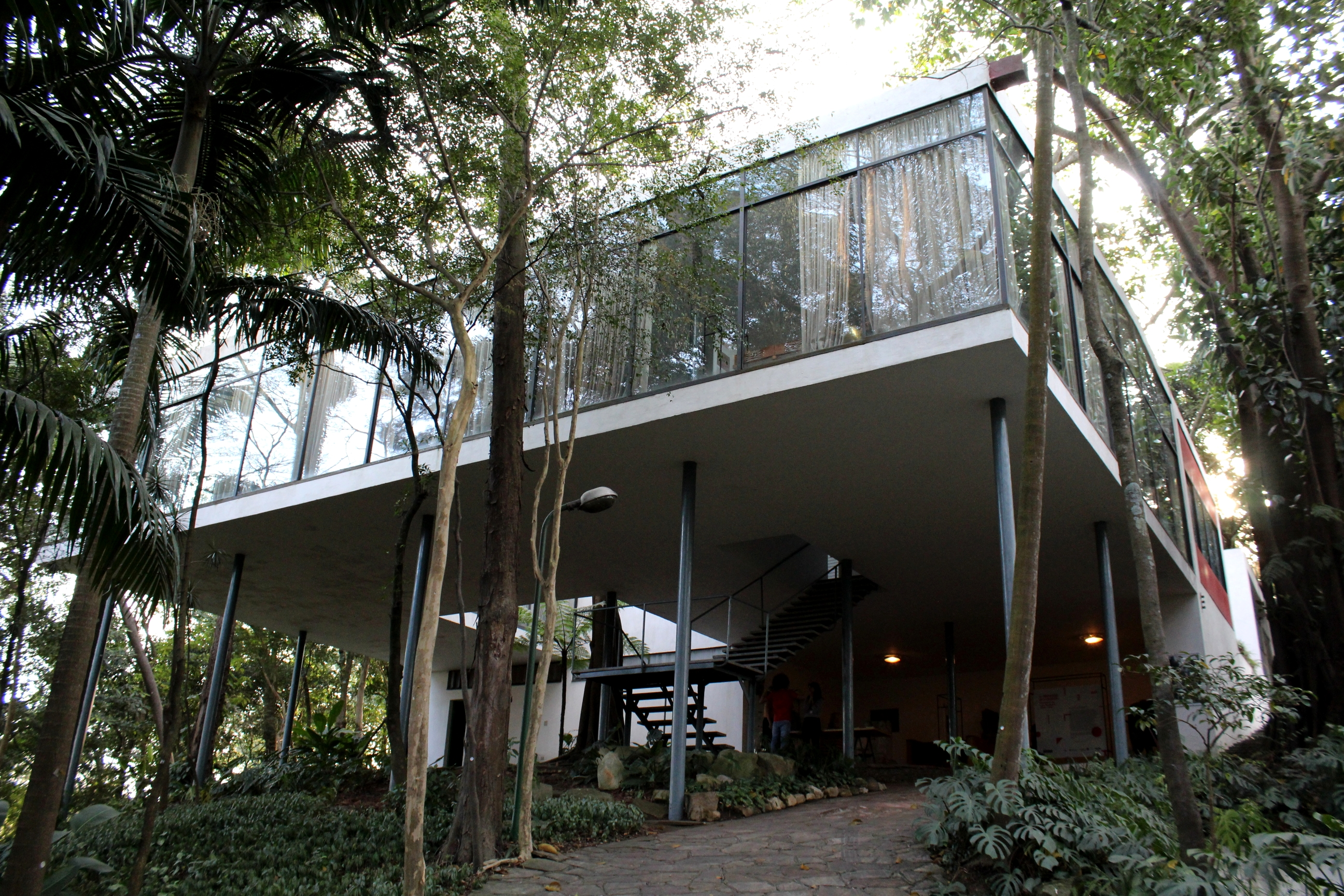
Casa de Vidro, 1950-1952, São Paulo, Brazilia

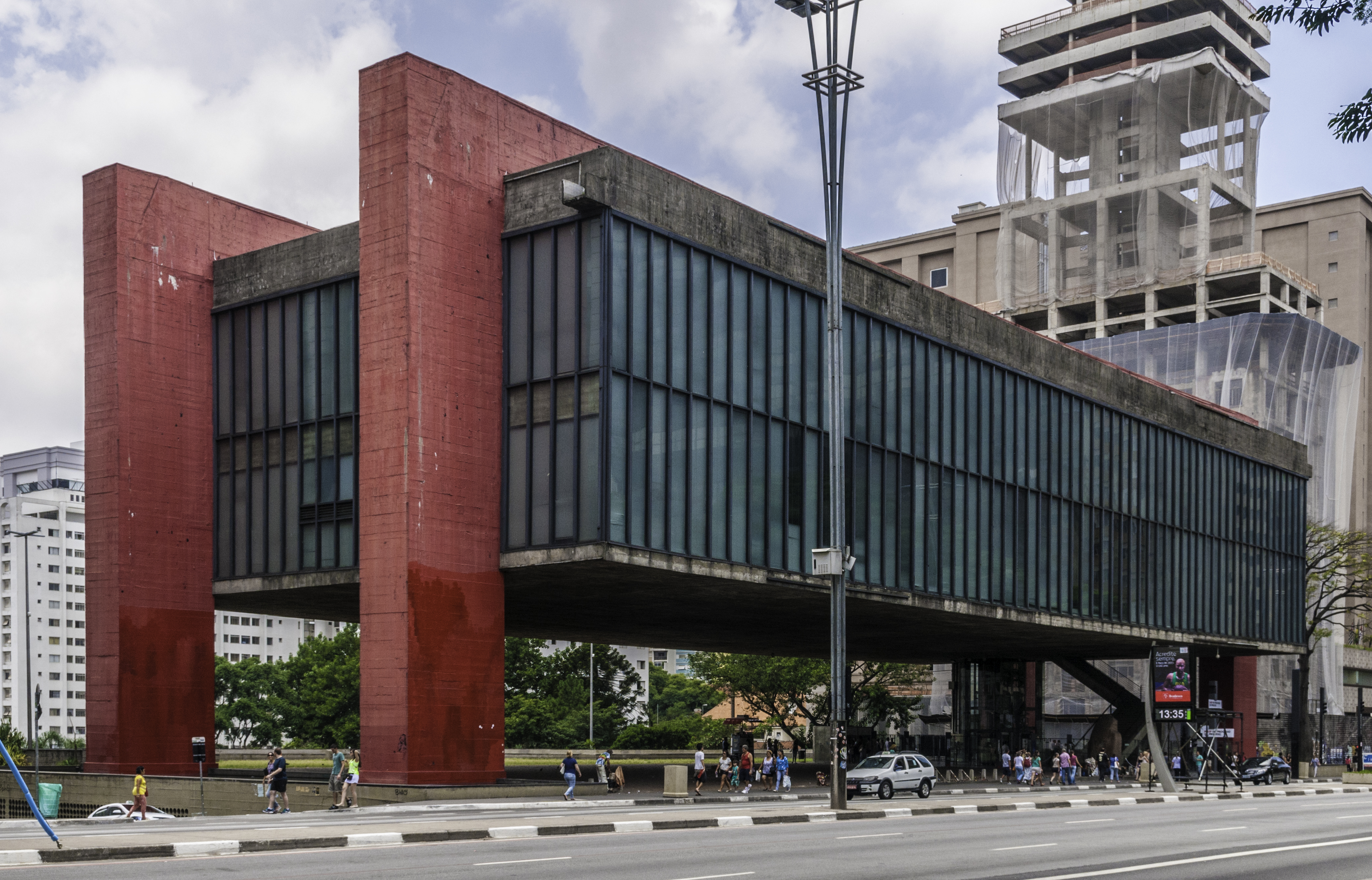
Muzeul de Artă din São Paulo, 1957-1968, São Paulo, Brazilia

Bo Bardi s-a născut la Roma, pe data de 5 decembrie 1914, fiind fiica cuplului din Genova, Enrico și Giovanna. A avut o soră mai mică, pe nume Graziella.
A absolvit studiile de arhitectură la Universitatea La Sapienza din Roma, în anul 1939. Un an mai târziu s-a mutat la Milano, unde a început să lucreze ca jurnalistă.  În Milano, a lucrat împreună cu arhitectul Carlo Pagani și cu arhitectul și designerul Gio Ponti. A contribuit la revista Lo Stile, precum și la alte publicații italiene de design. În anul 1944, a devenit director adjunct al revistei Domus, fondată de Ponti în anul 1928, poziție pecare a avut-o până în anul 1945. În 1945, Domus i-a ofert Bo Bardi însărcinarea, împreună cu Pagani și fotograful Federico Patellani, de a călători prin Italia, și de a documenta devastările produse de cel de-al Doilea Război Mondial. Impresiile și materialul adunat în timpul acelei călătorii au servit drept bază pentru revista de scurtă durată A – Attualità, Architettura, Abitazione, Arte, la care Bo Bardi a lucrat împreună cu Pagani și criticul de artă Bruno Zevi. În această revistă, cei trei au discutat modalități de reconstrucție a Italiei de după război.
În anul 1946, Bo Bardi s-a căsătorit cu galeristul și criticul de artă Pietro Maria Bardi. În același an, cuplul s-a mutat în Brazilia, unde soțul ei a fost invitat să ajute la fondarea și conducerea Muzeului de Artă din São Paulo, primul muzeu din Brazilia care a colectat și expus lucrări ale artei moderne. Bo Bardi a proiectat designul de interior al primei clădiri al instituției, care și-a deschis ușile în anul 1947, precum și elemente de suspendare al tablourilor, și scaune destinate evenimentelor.
În anul 1950, Bo Bardi a fondat revista Habitat, împreună cu soțul ei. A fost redactoarea revistei până în anul 1953, care în această perioadă, a fost revista de arhitectură cu cea mai mare trecere în Brazilia. La fel în 1950, cuplul a cumpărat un lot de pământ de 7 000 m2, în cartierul înstărit Morumbi, din São Paulo. Aici Bo Bardi a proiectat și construit între anii 1950 și 1952 Casa de Vidro (Casa din sticlă), casa de locuit al cuplului, proiect care a făcut-o renumită. Bowl Chair, scaunul cel mai renumit al arhitectei, a fost proiectat în aceeași perioadă, pentru Casa de Vidro.
La mijlocul anilor 1950 a devenit clar că Muzeul de Artă din São Paulo avea nevoie de o clădire nouă. Bo Bardi a lucrat la proiectul noii clădiri între 1957 și 1968. Clădirea muzeului MASP este una din cele mai impresionante lucrări ale arhitectei. Un volum cu dimensiunile de 70 pe 29 metri, cu o înălțime de 14 metri, este suspendat la o înălțime de 8 metri deasupra pământului. Volumul atârnă de două grinzi din beton armat de culoare roșie. Piața publică care se formează sub volumul clădirii este destinată întâlnirilor spontane și neplanificate.

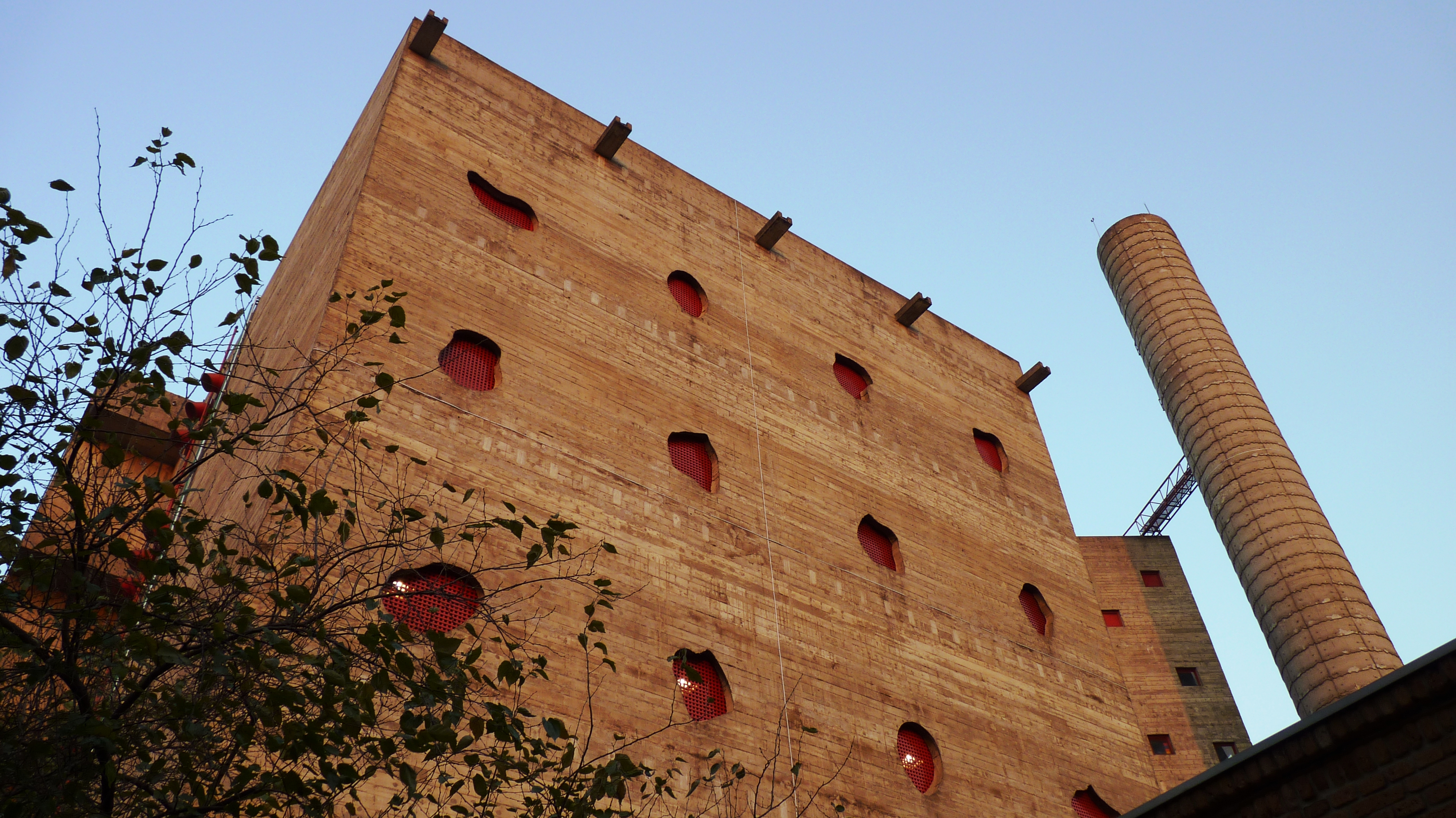
Fabrica SESC Pompéia, 1977-1986, São Paulo, Brazilia

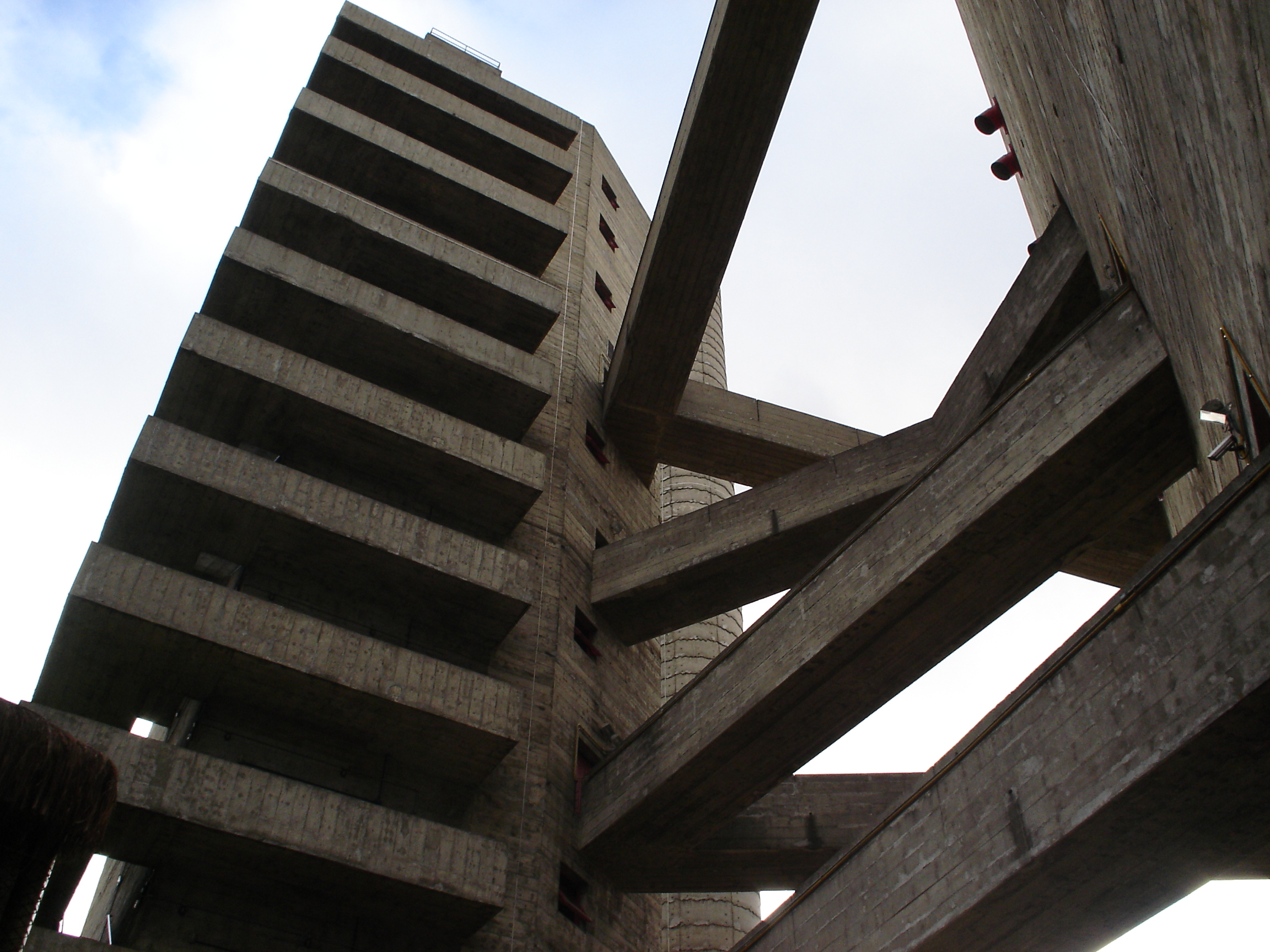
Fabrica SESC Pompéia, 1977-1986, São Paulo, Brazilia

În anul 1958, Bo Bardi s-a mutat în orașul Salvador de Bahia pentru a deveni directoarea Muzeului de Artă Modernă din Bahia. În Salvador ea a lucrat la mai multe proiecte, majoritatea din ele însă au fost construite după ce Bo Bardi deja plecase din oraș. Printre proiectele din Salvador se numără tranfsormarea clădirii Solar do Unhão în Muzeul de Artă Modernă din Bahia și Muzeul de Artă Folclorică (1959-1963), proiectarea Teatrului Gregório de Matos (deschis în 1986), Casa do Benin (1987) și Restaurantul Coaty (1987-1990). Toate proiectele realizate în anii 1980 au fost parte din planul general de dezvoltare a centrului istoric al orașului Salvador de Bahia, pe care Bo Bardi l-a elaborat după ce acesta a fost inclus pe lista de Locuri din Patrimoniul Mondial UNESCO (1985).
Motivată de conflictele politice și personale, în special de lovitura de stat din Salvador în anul 1964, Bo Bardi s-a reîntors la São Paulo. Fiind dezamăgită și furioasă, după reîntoarcere, ea a căutat să se implice în proiecte alternative. În anii care au urmat, fiind totodată și cei mai duri ani din istoria recentă a Braziliei, poziția sa politică și estetică a devenit tot mai radicală, influențând relația sa cu arhitectura. În anii 1970, fiind la vârsta de 60 de ani, Bo Bardi s-a implicat în punerea în scenă a pieselor de teatru radicale și în organizarea proiectelor de experimente sociale, lucruri care au condus spre proiecte de design distincte. Acest interes l-a păstrat până la sfârșitul vieții sale.
Pentru cel mai mare proiect al arhitectei, transformarea fabricii SESC Pompéia, este angajată în anul 1977, de către organziția nonprofit Serviço Social do Comércio (Serviciul Social de Comerț). Sarcina a fost de a crea un centru de sport și agrement în locul fabricii care trebuia să fie demolată. Bo Bardi s-a decis să păstreze clădirea veche a fabricii, pentru a păstra amintirea trecutului. Deși astăzi reconstrucțille sunt destul de răspândite, pe acea vreme așa ideea avea nevoie de multă putere de convingere pentru a putea fi implimentată. Lângă coșul de fum enorm al fabricii, ea a plasat două turnuri din beton armat, rotite unul spre altul, și le-a unit prin poduri marcante din beton. În cele două turnuri au fost plasate, una peste alta, 4 săli de sport și o piscină.

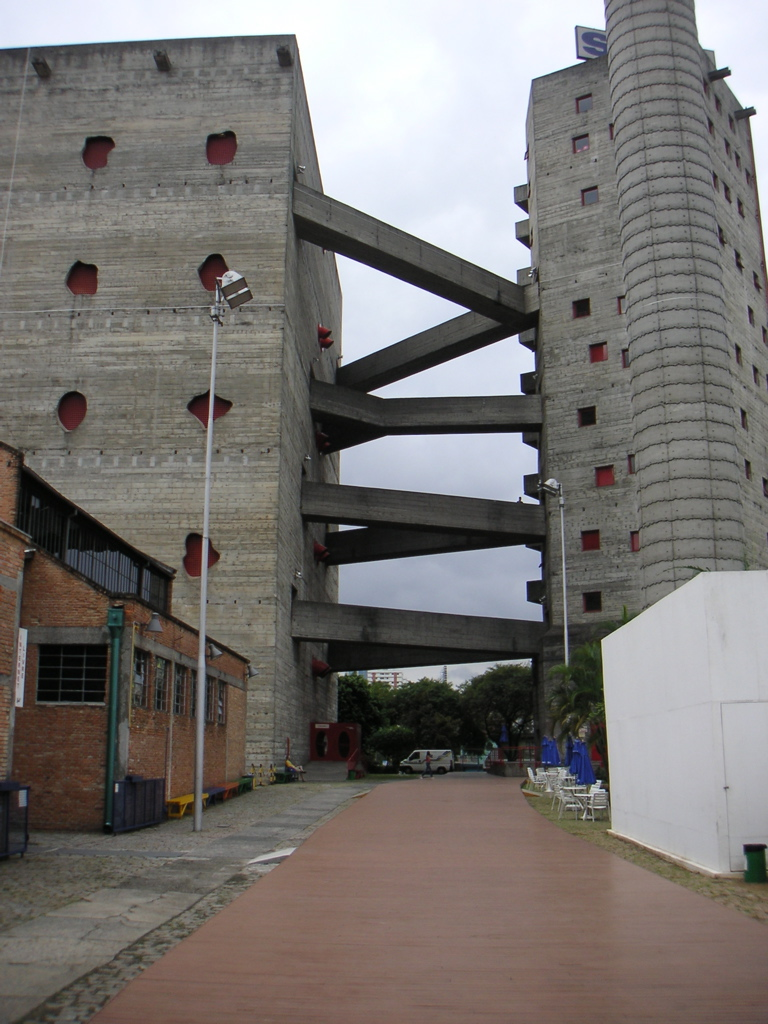
Fabrica SESC Pompéia, 1977-1986, São Paulo, Brazilia

Bo Bardi este recunoscută drept una din cele mai prolifice arhitecte din secolul al XX-lea. Ea a decedat pe data de 29 martie 1992 la São Paulo.

## Lucrări de arhitectură
- Casa de Vidro, 1950-1952, São Paulo, Brazilia
- Casa Valeria Cirell, 1958, São Paulo, Brazilia
- Muzeul de Artă din São Paulo, 1957-1968, São Paulo, Brazilia
- Solar do Unhão, transformat în Muzeul de Artă Modernă din Bahia și Muzeul de Artă Folclorică, 1959-1963, Salvador de Bahia, Brazilia
- Fabrica SESC Pompéia, 1977-1986, São Paulo, Brazilia
- Teatro Oficina, 1980-1994, São Paulo, Brazilia
- Teatrului Gregório de Matos, 1986, Salvador de Bahia, Brazilia
- Casa do Benin, 1987, Salvador de Bahia, Brazilia
- Restaurantul Coaty, 1987-1990, Salvador de Bahia, Brazilia